# Франц Рудольф
Франц Рудольф (нім. Franz Rudolf; 25 лютого 1892, Румбург — 28 травня 1948, Гмунден) — австро-угорський, австрійський і німецький офіцер, генерал-майор люфтваффе. Кавалер Німецького хреста в сріблі.

## Біографія
28 липня 1914 року вступив однорічним добровольцем в австро-угорську армію. Учасник Першої світової війни. командир взводу, ад'ютант і командир роти 36-го піхотного полку. В 1918 року — командир роти  78-го піхотного полку. В тому ж році демобілізований. В 1922 році вступив в австрійську армію. З 4 вересня 1937 року — інструктор з тактики вищих офіцерських курсів Терезіанської академії. Після аншлюсу 15 березня 1938 року автоматично перейшов в люфтваффе. З 1 квітня 1938 року — офіцер для особливих доручень при Імперському міністерстві авіації і головнокомандувачі люфтваффе. З 1 листопада 1938 по 7 січня 1940 року — командир 121-ї розвідувальної групи. З 17 лютого 1940 року — начальник 2-го закордонного відділу Закордонної управлінської групи ОКВ. 9 травня 1945 року взятий в полон. В травні 1947 року звільнений.

## Звання
- Кадет-заступник офіцера резерву (1915)
- Лейтенант резерву (1916)
- Оберлейтенант (1918)
- Лейтенант (8 серпня 1923)
- Оберлейтенант (1 липня 1927)
- Гауптман (22 червня 1932)
- Майор (14 грудня 1936)
- Оберстлейтенант (1 лютого 1939)
- Оберст (1 квітня 1941)
- Генерал-майор (1 жовтня 1944)

## Нагороди
- Срібна і бронзова медаль «За військові заслуги» (Австро-Угорщина) з мечами
- Срібна 1-го класу і бронзова медаль «За хоробрість» (Австро-Угорщина)
- Хрест «За військові заслуги» (Австро-Угорщина) 3-го класу з військовою відзнакою і мечами
- Військовий Хрест Карла
- Пам'ятна військова медаль (Австрія) з мечами
- Почесний хрест ветерана війни з мечами
- Медаль «За вислугу років у Вермахті» 4-го, 3-го і 2-го класу (18 років)
- Нагрудний знак спостерігача
- Хрест Воєнних заслуг 2-го і 1-го класу з мечами
- Німецький хрест в сріблі